# Shotguns That Kick
Shotguns That Kick é um curta-metragem mudo norte-americano de 1914, do gênero comédia, dirigido por Roscoe Arbuckle.